# Musée d'Art et d'Archéologie - hôtel Fouquet
Le musée d'art et d'archéologie - Hôtel Fouquet est un musée municipal de Château-Gontier, en Mayenne. Il est situé dans un ancien hôtel particulier du centre-ville et possède des collections variées, allant de l'Antiquité gréco-romaine à la peinture classique et contemporaine. Il renferme aussi une médiathèque et un centre de documentation.

## Histoire

D'argent à l'écureuil rampant de gueules, armes des Fouquet

Le musée a vu le jour grâce à Aristide Boullet-Lacroix, un amateur d'art castrogontérien qui a rapporté des pièces de Grèce et d'Italie au milieu du XIXe siècle. Il en fait don à la ville, et celle-ci décide d'ouvrir un musée en 1868.
Le bâtiment qui accueille l'institution est un ancien hôtel particulier construit en 1618, sur l'emplacement d'un jeu de paume. Cet hôtel doit son nom au premier propriétaire, François Fouquet de la Bouchefolière, qui était le petit-cousin de Nicolas Fouquet, surintendant de Louis XIV.
Il s'agit d'une remarquable construction, décrite extérieurement ainsi par René Gauchet : la simplicité et les moulures des baies, l'ordonnace[Quoi ?] dorique de la porte qui brise son fronton pour recevoir les découpures d'un cartouche, le vantail à petits panneaux, la corniche en modillons en quart de cercle et à gouttes, tout cela déclèle[Quoi ?] ici le début du XVIIe siècle.

## Collections

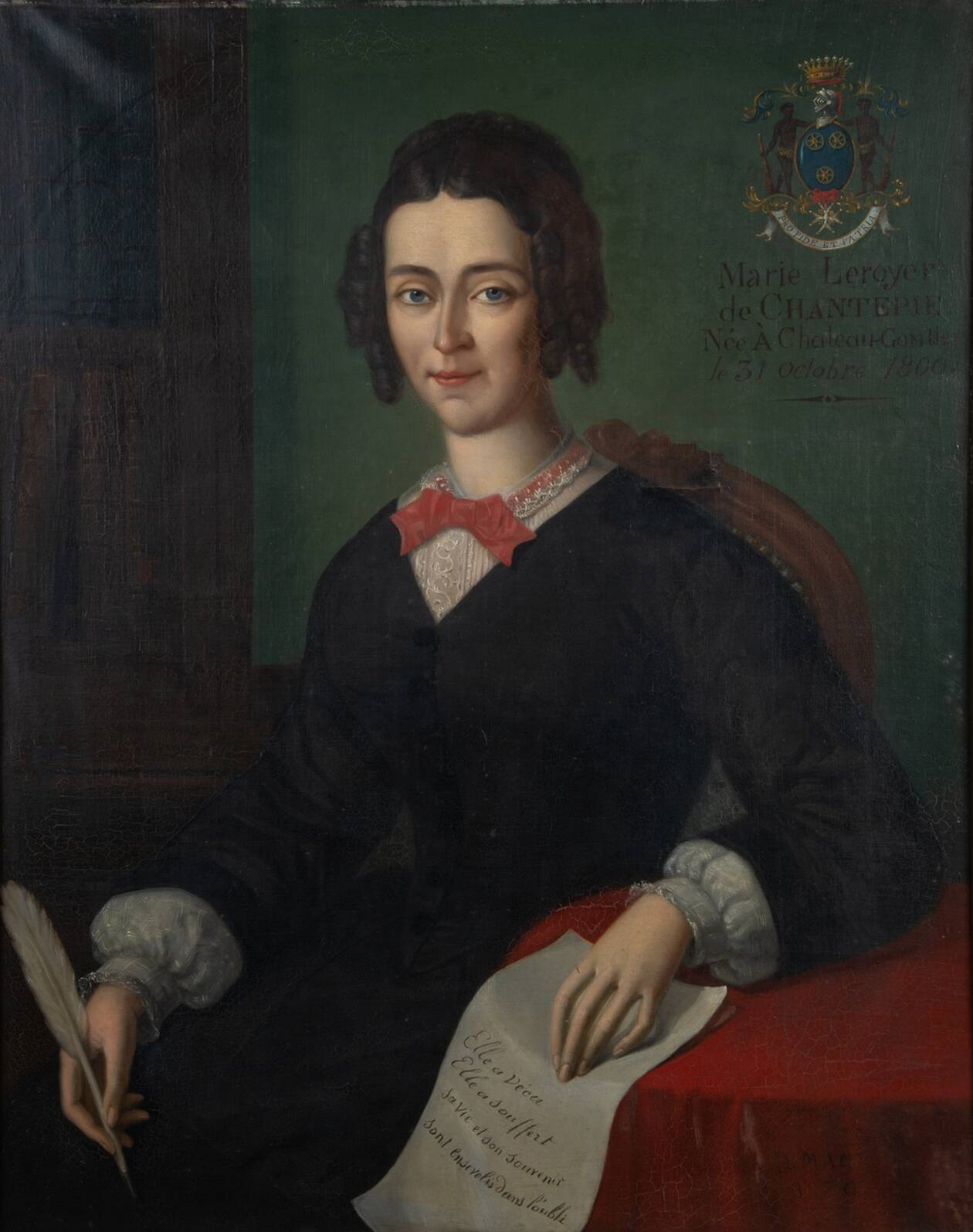
Portrait de Marie-Sophie Leroyer de Chantepie

Les collections du musée sont très variées et elles lui donnent l'atmosphère d'un cabinet de curiosité. L'archéologie est bien représentée, avec des artefacts grecs, romains et égyptiens. Les pièces les plus importantes sont des vases funéraires antiques en marbre blanc, une statue grecque, des céramiques grecques et étrusques et des monnaies. Le musée possède également un fonds médiéval, avec des une Vierge en marbre du XVIe siècle, une Sainte-Marthe à la Tarasque en bois du XVe siècle et des objets liturgiques.
Le musée renferme aussi des collections illustrant les arts décoratifs (mobilier et textiles), les civilisations asiatiques et malgaches, l'histoire militaire, et des instruments de musique. Le fonds de peinture comprend des toiles hollandaises, italiennes et françaises des XVIe et XVIIe siècles, notamment un tableau de Charles Le Brun. Le musée possède par ailleurs des dessins, dont un de Camille Claudel. L'art local est représenté par une série d'aquarelles de Louis Rénier.
Le fonds d'art contemporain regroupe plus de deux-cents peintures, sculptures et bronzes animaliers, tous donnés par le collectionneur Pierre Logé.